# Mozart (informática)
Mozart es una implementación del lenguaje Oz. Soporta los siguientes paradigmas:
- programación lógica
- funcional
- imperativa
- orientada a objetos
- con restricciones
- distribuida
- concurrente

Es un potente lenguaje para trabajo en red, computación distribuida y posee una licencia libre.